# Indian Premier League 2010
Die Indian Premier League 2010 war die dritte Saison des im Twenty20-Format ausgetragenen Wettbewerbes für indische Cricket-Teams und fand zwischen dem 12. März und 25. April statt. Nachdem in der vorhergehenden Saison aus Sicherheitsgründen der Wettbewerb in Südafrika ausgetragen wurde, fand er in diesem Jahr wieder in Indien statt. Sieger des Wettbewerbes waren die Chennai Super Kings, die sich gegen den Sieger der Vorrunde, Mumbai Indians, im Finale durchsetzen konnten.

## Teilnehmer
Wie in den letzten zwei Jahren nahmen wieder acht Franchises aus Indien Teil:
- Chennai Super Kings
- Deccan Chargers
- Delhi Daredevils
- Kolkata Knight Riders
- Kings XI Punjab
- Mumbai Indians
- Rajasthan Royals
- Royal Challengers Bangalore

## Sicherheitsbedenken
Im Jahr zuvor wurden die Spiele der IPL-Saison nach Südafrika verlegt, da eine sichere Ausführung des Turniers nicht garantiert werden konnte. Auch dieses Mal gab es Bedenken, dass es zu Terroranschlägen auf das Turnier kommen könnte. Aufgrund separatistischer Bestrebungen in der Region Telangana im Bundesstaat Andhra Pradesh und damit befürchteter Ausschreitungen wurden die Heimspiele der Deccan Chargers nicht wie 2008 in Hyderabad ausgetragen. Stattdessen wurden diese auf die Stadien in Nagpur, Cuttack und Navi Mumbai aufgeteilt.
Am 17. April kam es im Rahmen des Spitzenspiels in Bangalore zwischen den Royal Challengers Bangalore und den Mumbai Indians zu zwei kleineren Detonationen im Umfeld des Stadiums, wobei acht Menschen verletzt wurden. Des Weiteren wurden drei weitere Sprengsätze entdeckt und teilweise entschärft. Als Reaktion darauf wurden die Halbfinalspiele von Bangalore nach Navi Mumbai verlegt.

## Format
Das Turnier unterteilt sich in zwei Phasen. In der Gruppenphase tritt jedes Franchise gegen jedes andere in jeweils einem Heim- und einem Auswärtsspiel an. Für einen Sieg gibt es dabei zwei, eine Niederlage keine Punkte. Sollte kein Resultat festgestellt werden können, bekommen beide Teams jeweils einen Punkt. Bei einem Unentschieden nach der regulären Zahl der Over wird zur Entscheidung ein Super Over durchgeführt. Nach den 56 Gruppenspielen spielen die vier bestplatzierten Teams die Halbfinale, das Finale und das Spiel um den dritten Platz aus. Die Finalisten und der Sieger des Spieles um den dritten Platz qualifizieren sich dabei für die Champions League Twenty20 2010.

## Resultate
Die ersten vier nach der Vorrunde qualifizieren sich für das Halbfinale.

### Tabelle
| Team (Stand: 19. April 2010) | Sp. | S  | N  | NR | P  | NRR    |
| ---------------------------- | --- | -- | -- | -- | -- | ------ |
| Mumbai Indians               | 14  | 10 | 4  | 0  | 20 | +1.084 |
| Deccan Chargers              | 14  | 8  | 6  | 0  | 16 | −0.297 |
| Chennai Super Kings          | 14  | 7  | 7  | 0  | 14 | +0.274 |
| Royal Challengers Bangalore  | 14  | 7  | 7  | 0  | 14 | +0.219 |
| Delhi Daredevils             | 14  | 7  | 7  | 0  | 14 | +0.021 |
| Kolkata Knight Riders        | 14  | 7  | 7  | 0  | 14 | −0.341 |
| Rajasthan Royals             | 14  | 6  | 8  | 0  | 12 | −0.514 |
| Kings XI Punjab              | 14  | 4  | 10 | 0  | 8  | −0.478 |

| Qualifiziert fürs Halbfinale |
| Nicht quali. fürs Halbfinale |
| ---------------------------- |

### Übersicht
|                             | Chennai Super Kings | Deccan Chargers     | Delhi Daredevils | Kings XI Punjab     | Kolkata Knight Riders | Mumbai Indians    | Rajasthan Royals     | Royal Challengers Bangalore |
| Chennai Super Kings         |                     | Deccan 31 Runs      | Delhi 6 Wickets  | Punjab Super Over   | Chennai 9 Wickets     | Chennai 24 Runs   | Chennai 23 Runs      | Chennai 5 Wickets           |
| Deccan Chargers             | Deccan 6 Wickets    |                     | Deccan 10 Runs   | Deccan 6 Runs       | Kolkata 11 Runs       | Mumbai 41 Runs    | Rajasthan 2 Runs     | Deccan 13 Runs              |
| Delhi Daredevils            | Chennai 5 Wickets   | Deccan 11 Runs      |                  | Punjab 7 Wickets    | Delhi 40 Runs         | Mumbai 98 Runs    | Delhi 67 Runs        | Delhi 37 Runs               |
| Kings XI Punjab             | Chennai 6 Wickets   | Deccan 5 Wickets    | Delhi 5 Wickets  |                     | Kolkata 39 Runs       | Punjab 6 Wickets  | Rajasthan 31 Runs    | Bangalore 6 Wickets         |
| Kolkata Knight Riders       | Chennai 55 Runs     | Kolkata 24 Runs     | Kolkata 14 Runs  | Punjab 8 Wickets    |                       | Kolkata 9 Wickets | Kolkata 8 Wickets    | Kolkata 7 Wickets           |
| Mumbai Indians              | Mumbai 5 Wickets    | Mumbai 63 Runs      | Mumbai 39 Runs   | Mumbai 4 Wickets    | Mumbai 7 Wickets      |                   | Mumbai 4 Runs        | Bangalore 7 Wickets         |
| Rajasthan Royals            | Rajasthan 17 Runs   | Rajasthan 8 Wickets | Delhi 6 Wickets  | Rajasthan 9 Wickets | Rajasthan 34 Runs     | Mumbai 37 Runs    |                      | Bangalore 5 Wickets         |
| Royal Challengers Bangalore | Bangalore 36 Runs   | Deccan 7 Wickets    | Delhi 17 Runs    | Bangalore 8 Wickets | Bangalore 7 Wickets   | Mumbai 57 Runs    | Bangalore 10 Wickets |                             |
| --------------------------- | ------------------- | ------------------- | ---------------- | ------------------- | --------------------- | ----------------- | -------------------- | --------------------------- |

| Heimsieg | Auswärtssieg | Ohne Wertung |
| -------- | ------------ | ------------ |

## Spiele

### Gruppenphase
| 12. März | Navi Mumbai (Deccan) | Kolkata Knight Riders 161-4 (20)          | - | Deccan Chargers 150-7 (20) |
|          |                      | Kolkata Knight Riders gewinnt mit 11 Runs |   |                            |

| 13. März | Mumbai (Mumbai) | Mumbai Indians 212-6 (20)         | - | Rajasthan Royals 208-7 (20) |
|          |                 | Mumbai Indians gewinnt mit 4 Runs |   |                             |

| 13. März | Mohali (Punjab) | Kings XI Punjab 142-9 (20)             | - | Delhi Daredevils 146-5 (19.5) |
|          |                 | Delhi Daredevils gewinnt mit 5 Wickets |   |                               |

| 14. März | Kolkata (Kolkata) | Royal Challengers Bangalore 135-7 (20)      | - | Kolkata Knight Riders 136-3 (19.2) |
|          |                   | Kolkata Knight Riders gewinnt mit 7 Wickets |   |                                    |

| 14. März | Chennai (Chennai) | Deccan Chargers 190-4 (20)          | - | Chennai Super Kings 159-9 (20) |
|          |                   | Deccan Chargers gewinnt mit 31 Runs |   |                                |

| 15. März | Ahmedabad (Rajasthan) | Rajasthan Royals 141-6 (20)            | - | Delhi Daredevils 142-4 (17.1) |
|          |                       | Delhi Daredevils gewinnt mit 6 Wickets |   |                               |

| 16. März | Bangalore (Bangalore) | Kings XI Punjab 203-3 (20)                        | - | Royal Challengers Bangalore 204-2 (18.5) |
|          |                       | Royal Challengers Bangalore gewinnt mit 8 Wickets |   |                                          |

| 16. März | Kolkata (Kolkata) | Chennai Super Kings 164-3 (20)          | - | Kolkata Knight Riders 109 (19.2) |
|          |                   | Chennai Super Kings gewinnt mit 55 Runs |   |                                  |

| 17. März | Delhi (Delhi) | Mumbai Indians 218-7 (20)          | - | Delhi Daredevils 120 (16.3) |
|          |               | Mumbai Indians gewinnt mit 98 Runs |   |                             |

| 18. März | Bangalore (Bangalore) | Rajasthan Royals 92 (19.5)                         | - | Royal Challengers Bangalore 93-0 (10.4) |
|          |                       | Royal Challengers Bangalore gewinnt mit 10 Wickets |   |                                         |

| 19. März | Delhi (Delhi) | Delhi Daredevils 185-6 (20)               | - | Chennai Super Kings 190-5 (19.1) |
|          |               | Chennai Super Kings gewinnt mit 5 Wickets |   |                                  |

| 19. März | Cuttack (Deccan) | Deccan Chargers 170-7 (20)         | - | Kings XI Punjab 164-8 (20) |
|          |                  | Deccan Chargers gewinnt mit 6 Runs |   |                            |

| 20. März | Ahmedabad (Rajasthan) | Rajasthan Royals 168-7 (20)          | - | Kolkata Knight Riders 134-5 (20) |
|          |                       | Rajasthan Royals gewinnt mit 34 Runs |   |                                  |

| 20. März | Mumbai (Mumbai) | Mumbai Indians 151-9 (20)                         | - | Royal Challengers Bangalore 155-3 (19.1) |
|          |                 | Royal Challengers Bangalore gewinnt mit 7 Wickets |   |                                          |

| 21. März | Cuttack (Deccan) | Deccan Chargers 171-6 (20)          | - | Delhi Daredevils 161-9 (20) |
|          |                  | Deccan Chargers gewinnt mit 10 Runs |   |                             |

| 21. März | Chennai (Chennai) | Kings XI Punjab 136-8 (20) / 10-1 (0.4) | - | Chennai Super Kings 136-7 (20) / 9-2 (0.5) |
|          |                   | Kings XI Punjab gewinnt im Super Over   |   |                                            |

| 22. März | Mumbai (Mumbai) | Kolkata Knight Riders 155-3 (20)     | - | Mumbai Indians 156-3 (18.3) |
|          |                 | Mumbai Indians gewinnt mit 7 Wickets |   |                             |

| 23. März | Bangalore (Bangalore) | Royal Challengers Bangalore 171-5 (20)          | - | Chennai Super Kings 135-7 (20) |
|          |                       | Royal Challengers Bangalore gewinnt mit 36 Runs |   |                                |

| 24. März | Mohali (Punjab) | Rajasthan Royals 183-5 (20)          | - | Kings XI Punjab 152 (19.1) |
|          |                 | Rajasthan Royals gewinnt mit 31 Runs |   |                            |

| 25. März | Bangalore (Bangalore) | Delhi Daredevils 183-4 (20)          | - | Royal Challengers Bangalore 166-9 (20) |
|          |                       | Delhi Daredevils gewinnt mit 17 Runs |   |                                        |

| 25. März | Mumbai (Mumbai) | Chennai Super Kings 180-2 (20)       | - | Mumbai Indians 184-5 (19) |
|          |                 | Mumbai Indians gewinnt mit 5 Wickets |   |                           |

| 26. März | Ahmedabad (Rajasthan) | Deccan Chargers 148-9 (20)             | - | Rajasthan Royals 151-2 (15.4) |
|          |                       | Rajasthan Royals gewinnt mit 8 Wickets |   |                               |

| 27. März | Mohali (Punjab) | Kolkata Knight Riders 183-5 (20)          | - | Kings XI Punjab 144-6 (20) |
|          |                 | Kolkata Knight Riders gewinnt mit 39 Runs |   |                            |

| 28. März | Ahmedabad (Rajasthan) | Rajasthan Royals 177-8 (20)          | - | Chennai Super Kings 160-6 (20) |
|          |                       | Rajasthan Royals gewinnt mit 17 Runs |   |                                |

| 28. März | Navi Mumbai (Deccan) | Mumbai Indians 172-7 (20)          | - | Deccan Chargers 131 (17.4) |
|          |                      | Mumbai Indians gewinnt mit 41 Runs |   |                            |

| 29. März | Delhi (Delhi) | Delhi Daredevils 177-4 (20)          | - | Kolkata Knight Riders 137-9 (20) |
|          |               | Delhi Daredevils gewinnt mit 40 Runs |   |                                  |

| 30. März | Mumbai (Mumbai) | Kings XI Punjab 163 (20)             | - | Mumbai Indians 164-6 (19.3) |
|          |                 | Mumbai Indians gewinnt mit 4 Wickets |   |                             |

| 31. März | Chennai (Chennai) | Royal Challengers Bangalore 161-4 (20)    | - | Chennai Super Kings 166-5 (19) |
|          |                   | Chennai Super Kings gewinnt mit 5 Wickets |   |                                |

| 31. März | Delhi (Delhi) | Delhi Daredevils 188-6 (20)          | - | Rajasthan Royals 121 (17.4) |
|          |               | Delhi Daredevils gewinnt mit 67 Runs |   |                             |

| 1. April | Kolkata (Kolkata) | Kolkata Knight Riders 181-6 (20)          | - | Deccan Chargers 157-5 (20) |
|          |                   | Kolkata Knight Riders gewinnt mit 24 Runs |   |                            |

| 2. April | Mohali (Punjab) | Kings XI Punjab 181-5 (20)                        | - | Royal Challengers Bangalore 184-4 (19.1) |
|          |                 | Royal Challengers Bangalore gewinnt mit 6 Wickets |   |                                          |

| 3. April | Chennai (Chennai) | Chennai Super Kings 246-5 (20)          | - | Rajasthan Royals 223-5 (20) |
|          |                   | Chennai Super Kings gewinnt mit 23 Runs |   |                             |

| 3. April | Mumbai (Mumbai) | Mumbai Indians 178-5 (20)          | - | Deccan Chargers 115 (18.2) |
|          |                 | Mumbai Indians gewinnt mit 63 Runs |   |                            |

| 4. April | Kolkata (Kolkata) | Kolkata Knight Riders 200-3 (20)      | - | Kings XI Punjab 204-2 (18.2) |
|          |                   | Kings XI Punjab gewinnt mit 8 Wickets |   |                              |

| 4. April | Delhi (Delhi) | Delhi Daredevils 184-5 (20)          | - | Royal Challengers Bangalore 147-9 (20) |
|          |               | Delhi Daredevils gewinnt mit 37 Runs |   |                                        |

| 5. April | Nagpur (Deccan) | Rajasthan Royals 159 (19.5)         | - | Deccan Chargers 157 (19.5) |
|          |                 | Rajasthan Royals gewinnt mit 2 Runs |   |                            |

| 6. April | Chennai (Chennai) | Chennai Super Kings 165-4 (20)          | - | Mumbai Indians 141-9 (20) |
|          |                   | Chennai Super Kings gewinnt mit 24 Runs |   |                           |

| 7. April | Jaipur (Rajasthan) | Kings XI Punjab 153-6 (20)            | - | Rajasthan Royals 157-1 (15) |
|          |                    | Rajasthan Royal gewinnt mit 9 Wickets |   |                             |

| 7. April | Kolkata (Kolkata) | Kolkata Knight Riders 181-3 (20)          | - | Delhi Daredevils 167-8 (20) |
|          |                   | Kolkata Knight Riders gewinnt mit 14 Runs |   |                             |

| 8. April | Bangalore (Bangalore) | Royal Challengers Bangalore 184-6 (20) | - | Deccan Chargers 186-3 (19.4) |
|          |                       | Deccan Chargers gewinnt mit 7 Wickets  |   |                              |

| 9. April | Mohali (Punjab) | Mumbai Indians 154-9 (20)             | - | Kings XI Punjab 158-4 (19.2) |
|          |                 | Kings XI Punjab gewinnt mit 6 Wickets |   |                              |

| 10. April | Nagpur (Deccan) | Chennai Super Kings 138-8 (20)        | - | Deccan Chargers 139-4 (19.1) |
|           |                 | Deccan Chargers gewinnt mit 6 Wickets |   |                              |

| 10. April | Bangalore (Bangalore) | Kolkata Knight Riders 160-9 (20)                  | - | Royal Challengers Bangalore 164-3 (17.1) |
|           |                       | Royal Challengers Bangalore gewinnt mit 7 Wickets |   |                                          |

| 11. April | Delhi (Delhi) | Delhi Daredevils 111 (19.4)           | - | Kings XI Punjab 112-3 (18.4) |
|           |               | Kings XI Punjab gewinnt mit 7 Wickets |   |                              |

| 11. April | Jaipur (Rajasthan) | Mumbai Indians 174-5 (20)          | - | Rajasthan Royals 137-8 (20) |
|           |                    | Mumbai Indians gewinnt mit 37 Runs |   |                             |

| 12. April | Nagpur (Deccan) | Deccan Chargers 151-6 (20)          | - | Royal Challengers Bangalore 138 (19.4) |
|           |                 | Deccan Chargers gewinnt mit 13 Runs |   |                                        |

| 13. April | Mumbai (Mumbai) | Mumbai Indians 183-4 (20)          | - | Delhi Daredevils 144-7 (20) |
|           |                 | Mumbai Indians gewinnt mit 39 Runs |   |                             |

| 13. April | Chennai (Chennai) | Kolkata Knight Riders 139-8 (20)          | - | Chennai Super Kings 143-1 (13.3) |
|           |                   | Chennai Super Kings gewinnt mit 9 Wickets |   |                                  |

| 14. April | Jaipur (Rajasthan) | Rajasthan Royals 130-6 (20)                       | - | Royal Challengers Bangalore 132-5 (15.4) |
|           |                    | Royal Challengers Bangalore gewinnt mit 5 Wickets |   |                                          |

| 15. April | Chennai (Chennai) | Chennai Super Kings 112-9 (20)         | - | Delhi Daredevils 113-4 (18.4) |
|           |                   | Delhi Daredevils gewinnt mit 6 Wickets |   |                               |

| 16. April | Dharamsala (Punjab) | Kings XI Punjab 174-3 (20)            | - | Deccan Chargers 178-5 (19.1) |
|           |                     | Deccan Chargers gewinnt mit 5 Wickets |   |                              |

| 17. April | Bangalore (Bangalore) | Mumbai Indians 191-4 (20)          | - | Royal Challengers Bangalore 134-9 (20) |
|           |                       | Mumbai Indians gewinnt mit 57 Runs |   |                                        |

| 17. April | Kolkata (Kolkata) | Rajasthan Royals 132-9 (20)                 | - | Kolkata Knight Riders 133-2 (16.1) |
|           |                   | Kolkata Knight Riders gewinnt mit 8 Wickets |   |                                    |

| 18. April | Dharamsala (Punjab) | Kings XI Punjab 192-3 (20)                | - | Chennai Super Kings 195-4 (19.3) |
|           |                     | Chennai Super Kings gewinnt mit 6 Wickets |   |                                  |

| 18. April | Delhi (Delhi) | Deccan Chargers 145-7 (20)          | - | Delhi Daredevils 134-7 (20) |
|           |               | Deccan Chargers gewinnt mit 11 Runs |   |                             |

| 19. April | Kolkata (Kolkata) | Mumbai Indians 133-8 (20)                   | - | Kolkata Knight Riders 135-1 (17.3) |
|           |                   | Kolkata Knight Riders gewinnt mit 9 Wickets |   |                                    |

### Halbfinale
| 21. April | Navi Mumbai | Mumbai Indians 184-5 (20)          | - | Royal Challengers Bangalore 149-9 (20) |
|           |             | Mumbai Indians gewinnt mit 35 Runs |   |                                        |

| 22. April | Navi Mumbai | Chennai Super Kings 142-7 (20)          | - | Deccan Chargers 104 (19.2) |
|           |             | Chennai Super Kings gewinnt mit 38 Runs |   |                            |

### Spiel um den 3. Platz
| 24. April | Navi Mumbai | Deccan Chargers 82 (18.3)                         | - | Royal Challengers Bangalore 86-1 (13.5) |
|           |             | Royal Challengers Bangalore gewinnt mit 9 Wickets |   |                                         |

Damit haben sich Royal Challengers Bangalore, Mumbai Indians und Chennai Super Kings für die Champions League Twenty20 2010 qualifiziert.

### Finale
| 25. April | Navi Mumbai | Chennai Super Kings 168-5 (20)          | - | Mumbai Indians 146-9 (20) |
|           |             | Chennai Super Kings gewinnt mit 22 Runs |   |                           |

## Medien
Für weltweite Aufmerksamkeit sorgte die Ankündigung, dass die Spiele bei der Google-Tochter YouTube im Internet übertragen werden.